# 伊沃尼夫卡
48°22′5″N 28°2′49″E / 48.36806°N 28.04694°E

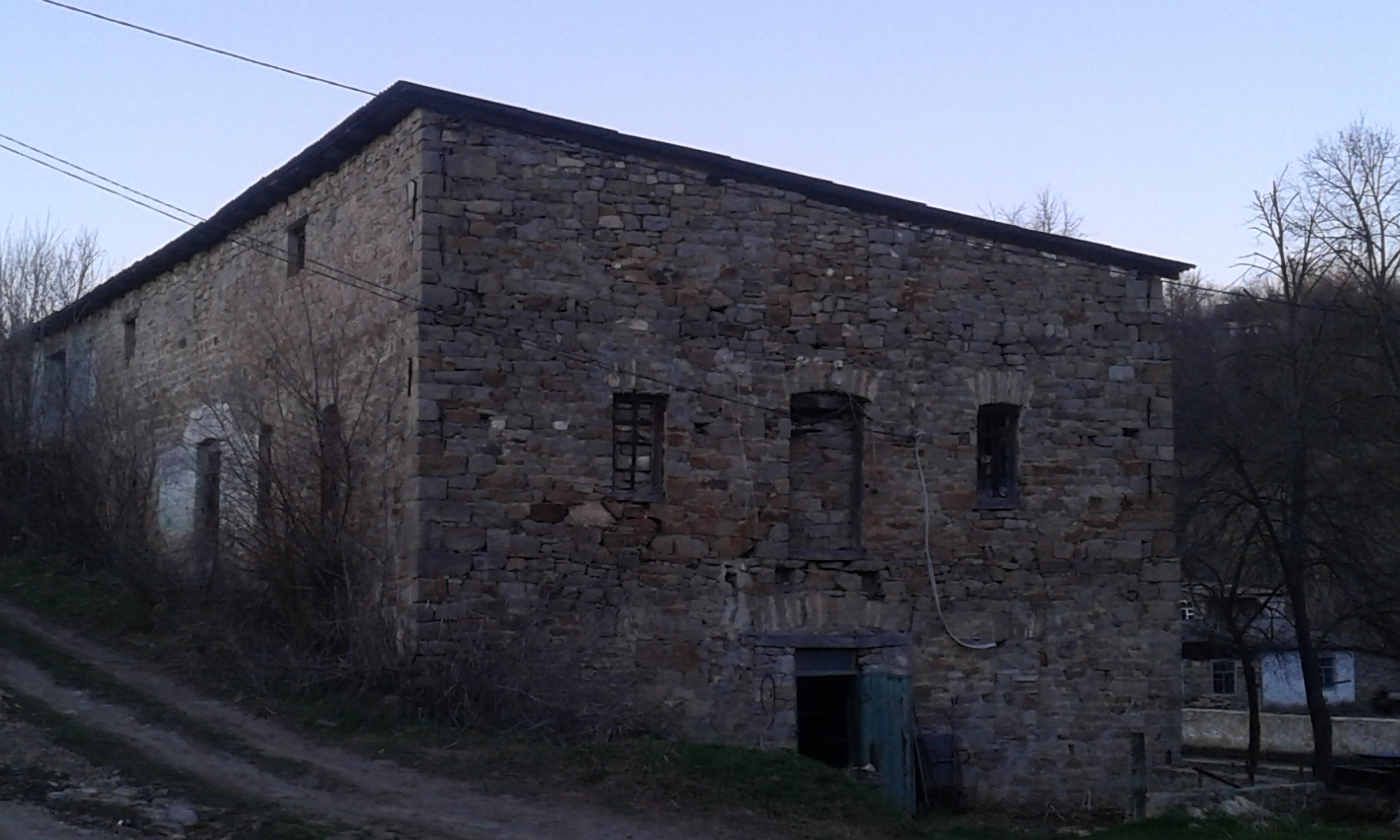
马棚及仓库

伊沃尼夫卡（烏克蘭語：Івонівка），是烏克蘭西南部的村莊，隸屬文尼察州的莫希利夫-波迪利斯基区莫希利夫-波迪利斯基市镇。該村始建於1450年，面積1.63平方公里，海拔高度115米，2001年人口480，人口密度每平方公里294.48人。